# 10516 Sakurajima
A 10516 Sakurajima (ideiglenes jelöléssel 1989 VQ) a Naprendszer kisbolygóövében található aszteroida. M. Mukai és M. Takeishi fedezték fel 1989. november 1-jén.